# Vilhelm Moberg

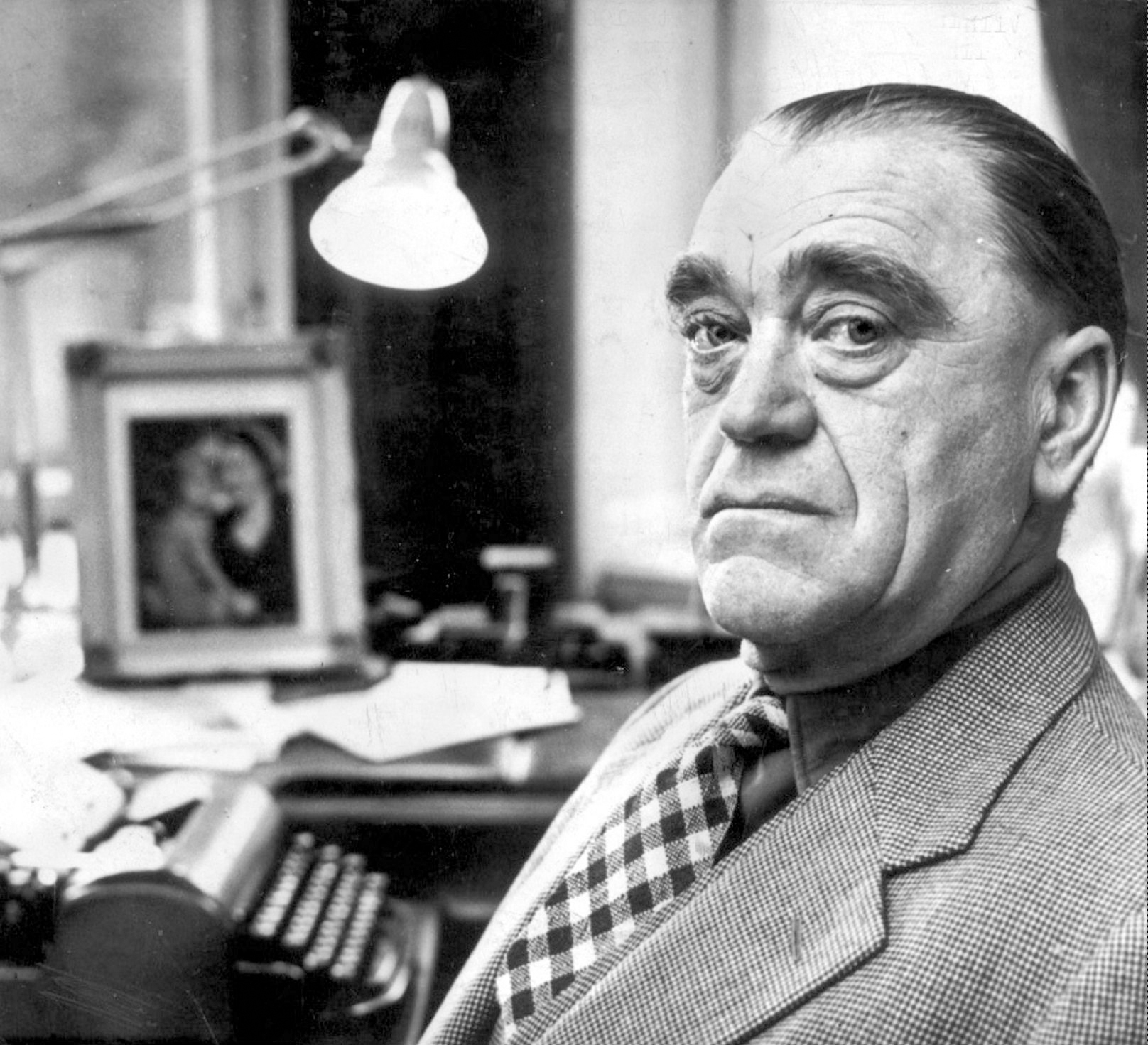
Vilhelm Moberg, 1967

Vilhelm Moberg (* 20. August 1898 in Moshultamåla, Småland; † 8. August 1973 in Grisslehamn) war ein schwedischer Schriftsteller.

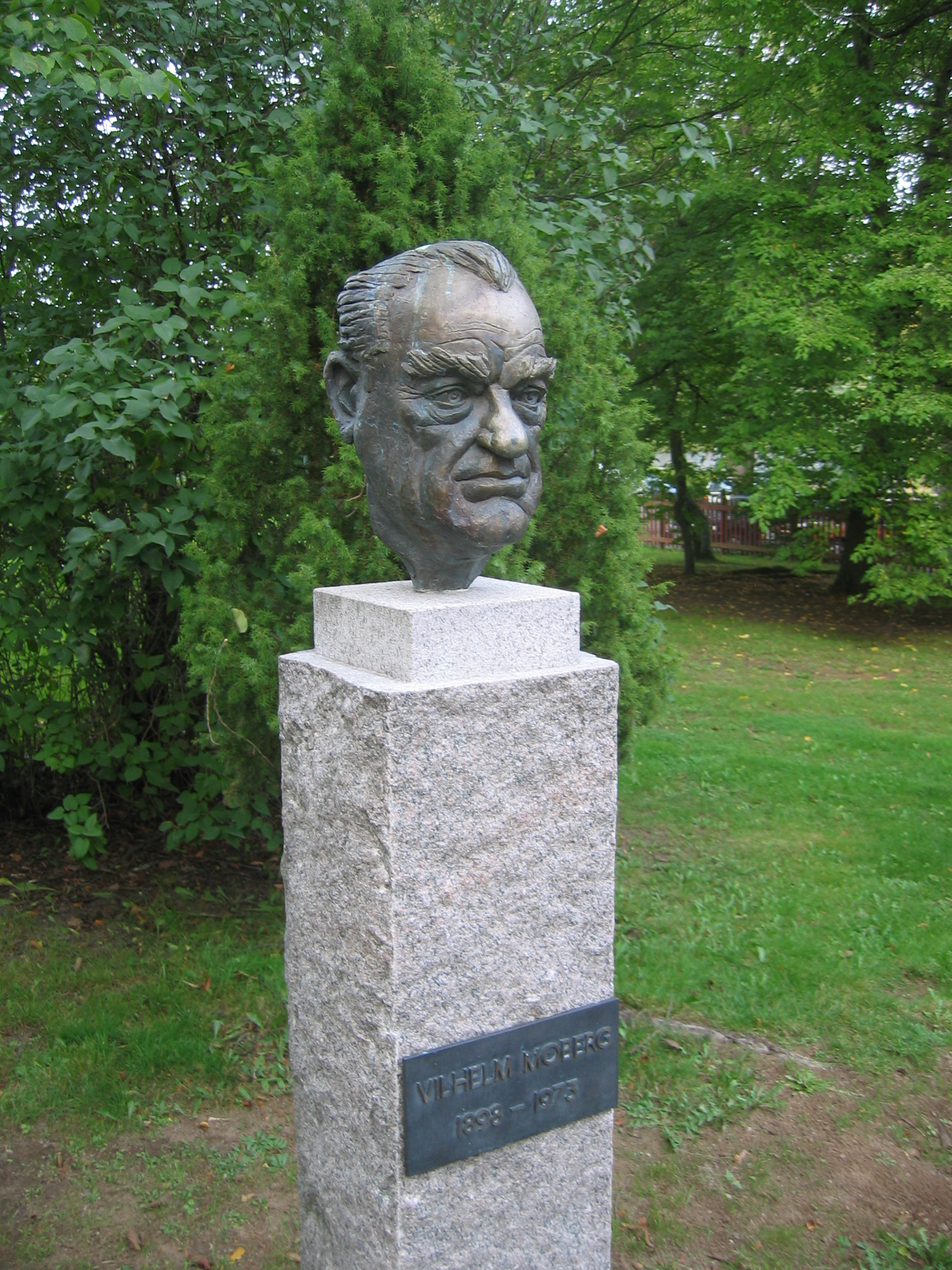
Denkmal in Växjö

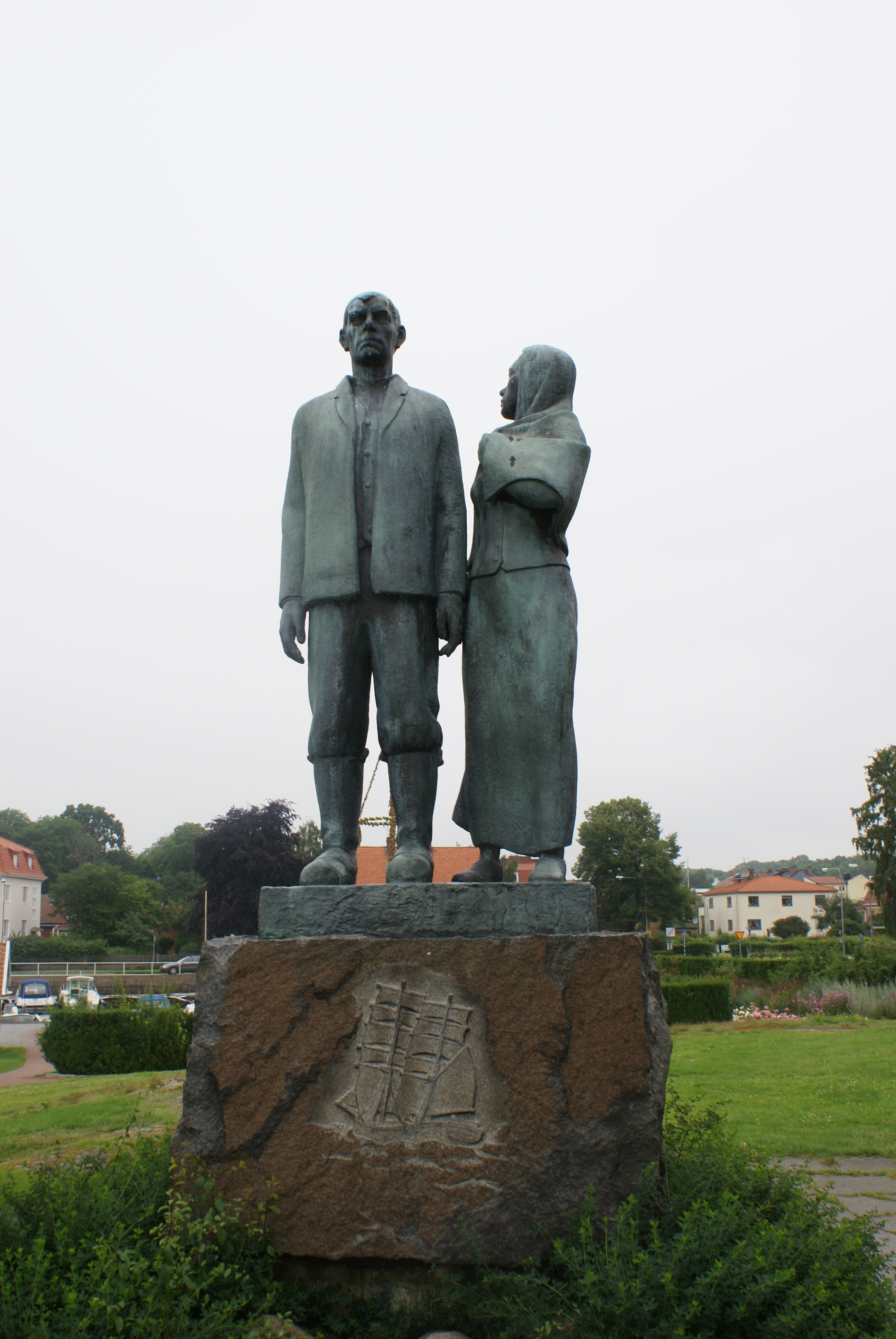
Auswandererdenkmal in Karlshamn

## Leben
Vilhelm Moberg wurde in Moshultamåla (Gemeinde Emmaboda) geboren, wo er auch aufwuchs. Sein Vater war eingeteilter Soldat und später Kleinbauer. Moberg begann schon als Kind zu arbeiten, als Elfjähriger u. a. in einer Glashütte, wo er in Kontakt zur Arbeiterbewegung und zum Sozialismus kam, denen er später im Leben allerdings skeptisch gegenüberstand. Die neuen Bildungswege, die die Arbeiterbewegung schuf, ermöglichten es ihm, sich weiterzubilden, und schließlich wurde er Journalist und arbeitete in den folgenden Jahren bei mehreren Lokalzeitungen. Er begann auch, Volksstücke zu schreiben.
Der literarische Durchbruch kam 1927 mit dem Roman Raskens, in dem das Leben einer Soldatenfamilie auf dem Lande zwischen 1870 und kurz nach 1900 geschildert wird. Er verarbeitete dabei die Erzählungen seines Großvaters und dessen Kameraden und schilderte ein Milieu, das er aus eigener Anschauung kannte. Auch die nächsten Romane Långt från landsvägen (1929) und De knutna händerna (1930) spielen im bäuerlichen Milieu und schildern den Kampf zwischen Tradition und Veränderung.
Die zweite Hälfte der 1930er Jahre dominierte eine Romantrilogie mit autobiographischem Einschlag. Sänkt sedebetyg 1935, Sömnlös 1937 und Giv oss jorden! 1939 schildern den Lebensweg Knut Torings, der als Bauernsohn in die Stadt kommt, um als Journalist zu arbeiten, aber schließlich enttäuscht und desillusioniert wieder auf das Land zurückkehrt, um einen Bauernhof zu bewirtschaften. Der größte Erfolg der 1940er Jahre wurde der historische Roman Rid i natt! von 1941, die Schilderung des Kampfes småländischer Bauern gegen die Unterdrückung durch einen deutschen Adligen, die deutlich zeitbezogene Züge aufweist und zum Widerstand gegenüber dem Nationalsozialismus aufruft. Mobergs Bücher wurden daraufhin im Deutschen Reich verboten.
Während des Zweiten Weltkriegs erschien sein antimilitaristischer und wiederum autobiographisch geprägter Roman Soldat med brutet gevär, ohne jedoch an den Erfolg von Raskens anzuknüpfen. Mit der Geschichte um den Soldatensohn Valter Sträng, der vom Kinderarbeiter in einer Glashütte zum Mitglied einer linkssozialistischen Jugendorganisation aufsteigt und später Politiker wird, traf Moberg offenbar nicht den Nerv der Zeit: Schweden stand mit einem Bein im Krieg gegen das Deutsche Reich, viele junge Männer hatten sich freiwillig zum Kriegsdienst beim finnischen, britischen oder amerikanischen Militär gemeldet.
Am Beginn der 1950er Jahre erschien Mobergs Hauptwerk, ein Epos über die Emigration in der zweiten Hälfte des 19. Jahrhunderts, als ein Viertel der Bevölkerung Schwedens in die USA auswanderte. In dieser Tetralogie, die aus den Romanen Utvandrarna (1949), Invandrarna (1952), Nybyggarna (1956) und Sista brevet till Sverige (1959) besteht, schilderte er nach einem umfassenden Quellenstudium das Schicksal mehrerer Emigranten, die um 1850 Schweden verlassen und sich schließlich in Minnesota niederlassen. Der Erfolg war enorm, nicht nur was die Auflageziffern und Übersetzungen betrifft. Das Epos wurde von Jan Troell verfilmt und 1995 zum Musical Kristina från Duvemåla verarbeitet. Obwohl die Serie viele Werke der internationalen Migrationsliteratur überragt und von „Book of the Month“ ausgewählt wurde, wurden die Bücher in den USA selbst nur ein mäßiger Erfolg. Ein Grund war, dass Moberg sich nicht vorstellen mochte, bei der kommerziellen Markteinführung mitzuwirken.
In den 1950er Jahren trat Moberg auch als scharfer Gesellschaftskritiker in der öffentlichen Debatte über die Fäulnis des Rechtswesens auf. Das Drama Domaren (Der Richter) von 1957 griff einen zeitgenössischen Rechtsfall auf. In seinem letzten Projekt versuchte Moberg, die schwedische Geschichte aus der Sicht von unten zu beschreiben. Min svenska historia (Meine schwedische Geschichte), deren erste zwei Bände 1970 und 1971 erschienen, nimmt bewusst eine oppositionelle Haltung zur akademischen Geschichtsschreibung ein. Doch überstieg dieses Projekt Mobergs Kräfte, und es folgten keine weiteren Bände.
Mobergs Beiträge zur Literatur und öffentlichen Debatte schildern immer wieder den Konflikt zwischen Individualismus und Kollektivismus und zeigen deutlich Moberg als einen klaren Gegner totalitärer Vorstellungen, aber auch als scharfer Kritiker der schwedischen Sozialdemokratie und ihrer Idee vom „starken Staat“.
1973 beging Vilhelm Moberg Suizid.
Der Asteroid (7360) Moberg wurde nach ihm benannt.

## Soziale Themen
Moberg ist 1913 Mitglied eines jungen sozialdemokratischen Klubs geworden. In seinen Werken äußerte er oft einen republikanischen (anti-royalistischen) Standpunkt, häufig aufgrund der Tatsachen, die in der Kejne-Affäre und der Hajby-Affäre aufgetaucht sind, in der Moberg eine aktive Rolle spielte.
Ab den 1950er Jahren nahm Moberg an Debatten über die schwedische Monarchie, Bürokratie und Korruption teil und widmete viel Zeit, um einzelnen Bürgern, die Unrecht erlitten hatten, zu helfen. Ähnlich wie andere seiner Generation schwedischer Autoren aus der Arbeiterklasse, wie Ivar Lo-Johansson, Harry Martinson und Moa Martinson, schilderte Moberg das Leben der Enteigneten, deren Traditionen, Bräuche und alltäglichen Kämpfe. Seine Romane sind wichtige Dokumente der Sozialgeschichte und verfolgen die Einflüsse verschiedener sozialer und politischer Bewegungen in Schweden.

## Werke (Auswahl)
Romane
- Raskens. 1927.
  - Deutsch: Kamerad Wacker. Roman eines schwedischen Bauernsoldaten. Übersetzt von Walter Hjalmar Kotas. Zsolnay Verlag, Berlin 1935.
- Långt från landsvägen. 1929.
  - Deutsch: Fern der Landstraße. Übersetzt von Walter Hjalmar Kotas. Zsolnay Verlag, Berlin 1937.
- De knutna händerna. 1930.
  - Deutsch: Die harten Hände. Übersetzt von Walter Hjalmar Kotas. Zsolnay Verlag, Berlin 1935.
- Mans kvinna. 1933.
  - Deutsch: Weib eines Mannes. Ein Roman aus Schweden des 18. Jahrhunderts. Übersetzt von Walter Hjalmar Kotas. Zsolnay Verlag, Berlin 1936.
- Knut Torings Trilogie.

1. Sänkt sedebetyg. 1935.
Deutsch: Knut Torings Verwandlung. Übersetzt von Walter Hjalmar Kotas. Zsolnay Verlag, Berlin 1936.
2. Sömnlös. 1937.
Deutsch: Schlaflos. Übersetzt von Walter Hjalmar Kotas. Zsolnay Verlag, Berlin 1938.
3. Giv oss jorden!. 1939.

- Rid i natt!. 1941.
Deutsch: Reit heut nacht! Übersetzt von Werner Arpe. Bermann-Fischer Verlag, Stockholm 1946; Volk und Welt, Berlin 1964.
- Soldat med brutet gevär. 1944.
- Utvandrarna-Tetralogie. (Deutsch: Der Roman von den Auswanderern. Eine schwedische Chronik. Übersetzt von Dietrich Lutze.)

1. Utvandrarna. 1949.
Deutsch: 
Bauern ziehen übers Meer. Propyläen, Berlin 1954
Die Auswanderer.  Büchergilde Gutenberg, Frankfurt am Main/Olten/Wien 1982; Claassen, Hildesheim 1993.
2. Invandrarna. 1952.
Deutsch: 
Neue Heimat im fernen Land. Propyläen, Berlin 1955
In der neuen Welt. Büchergilde Gutenberg, Frankfurt am Main/Olten//Wien 1982; Claassen, Hildesheim 1993.
3. Nybyggarna. 1956.
Deutsch: Die Siedler. Büchergilde Gutenberg, Frankfurt am Main/Wien 1989; Claassen, Hildesheim 1993.
4. Sista brevet till Sverige. 1959.
Deutsch: Der letzte Brief nach Schweden. Büchergilde Gutenberg, Frankfurt am Main/Wien 1990; Claassen, Hildesheim 1993.

- Det gamla riket Bonniers, Stockholm 1953.
- Din stund på jorden. 1963.
  - Deutsch: Dein Augenblick. Übersetzt von Inge und Martin Barnutz. Claassen, Hildesheim 1992.

Theaterstücke
- Kassabrist. 1925.
  - Deutsch: Das Defizit. Lustspiel in drei Akten. Übersetzt von Kirsten Hausen-Appel. Merlin Verlag, Vastorf 1970.
- Marknadsafton. 1929.
- Vår ofödde son. 1945.
- Domaren. 1957.

Sachbücher
- Min svenska historia.

1. Från Oden till Engelbrekt. 1970.
2. Från Engelbrekt till och med Dacke. 1971.

## Verfilmungen
- 1960: Der Richter (Domaren)
- 1971: Emigranten (Utvandrarna)
- 1971: Das neue Land (Nybyggarna)
- 1977: Der Soldat mit dem gebrochenen Gewehr (Soldat med brutet gevär)
- 2021: Utvandrarna

## Referenzierung
Kristina, die Hauptfigur im Roman Die Auswanderer bringt Apfelsamen aus dem Garten ihrer Eltern in Schweden in die USA und sät damit einen Apfelbaum, der wie seine Äpfel Astrakan heißt oder genannt wird und Erinnerungen an die alte Heimat weckt. Diesen Namen tragen:
- die Produktionsfirma Astrakan Films (Santa Monica, Kalifornien) samt einem Apfelbaum im Logo,[2]
- der Segelwagen Astrakan, 2012 in Schweden gebaut und in Nevada, USA gefahren.